# گیرنده ۱ ئی سروتونین
گیرنده ۱ ئی سروتونین (انگلیسی: 5-HT1E receptor) یکی از انواع گیرنده‌های ۱ سروتونین و نوعی گیرنده جفت‌شونده با پروتئین جی است که در انسان توسط ژن «HTR1E» کُدگذاری می‌شود.

## عملکرد
کارکرد و وظیفهٔ این گیرنده به سبب فقدان ابزارهای آزمایشگاهی مختص به آن، پادتن‌های اختصاصی و مدل‌های حیوانی لازم، هنوز مشخص نشده‌است؛ اما به‌نظر می‌رسد که در انسان نقش فیزیولوژیک مهمی ایفا می‌کند.
این گیرنده با گیرنده ۱ اف سروتونین، تا حدود ۵۷٪ از لحاظ هم‌ساخت‌شناسی توالی اسیدهای آمینه شباهت دارد و برخی خواص فارماکولوژیک آنها نیز مشابه هم است.

## آگونیست‌ها و آنتاگونیست‌ها

### آگونیست‌ها
- BRL-54443

### آنتاگونیست‌ها
- هنوز شناخته نشده‌است.

## برای مطالعهٔ بیشتر
- Zgombick JM, Schechter LE, Macchi M, Hartig PR, Branchek TA, Weinshank RL (Aug 1992). "Human gene S31 encodes the pharmacologically defined serotonin 5-hydroxytryptamine1E receptor". Molecular Pharmacology. 42 (2): 180–5. PMID 1513320.
- McAllister G, Charlesworth A, Snodin C, Beer MS, Noble AJ, Middlemiss DN, Iversen LL, Whiting P (Jun 1992). "Molecular cloning of a serotonin receptor from human brain (5HT1E): a fifth 5HT1-like subtype". Proceedings of the National Academy of Sciences of the United States of America. 89 (12): 5517–21. Bibcode:1992PNAS...89.5517M. doi:10.1073/pnas.89.12.5517. PMC 49323. PMID 1608964.
- Levy FO, Gudermann T, Birnbaumer M, Kaumann AJ, Birnbaumer L (Jan 1992). "Molecular cloning of a human gene (S31) encoding a novel serotonin receptor mediating inhibition of adenylyl cyclase". FEBS Letters. 296 (2): 201–6. doi:10.1016/0014-5793(92)80379-U. PMID 1733778. S2CID 5557457.
- Levy FO, Holtgreve-Grez H, Taskén K, Solberg R, Ried T, Gudermann T (Aug 1994). "Assignment of the gene encoding the 5-HT1E serotonin receptor (S31) (locus HTR1E) to human chromosome 6q14-q15". Genomics. 22 (3): 637–40. doi:10.1006/geno.1994.1439. PMID 8001977.
- Pierce PA, Xie GX, Meuser T, Peroutka SJ (Dec 1997). "5-Hydroxytryptamine receptor subtype messenger RNAs in human dorsal root ganglia: a polymerase chain reaction study". Neuroscience. 81 (3): 813–9. doi:10.1016/S0306-4522(97)00235-2. PMID 9316030. S2CID 962014.